# Teatro Giacosa
Il Teatro Giacosa è il principale teatro della città piemontese di Ivrea in Italia.

## Storia
Nel 1829 l'amministrazione comunale di Ivrea affidò all’architetto Maurizio Storero l’incarico di progettare un nuovo teatro cittadino. Storero scelse di attinersi al modello, all'epoca di prassi, del cosiddetto "teatro all'italiana", consistente in una sala a ferro di cavallo con palchi sovrapposti distribuiti in tre ordini e sovrastati da un loggione. I lavori si svolsero tra il 1833 e il 1834 e portarono alla luce un edificio dalla facciata in stile neoclassico presentante un ampio frontone rettangolare in cui fu dipinto lo stemma cittadino. Gli affreschi del soffitto, parzialmente conservatisi sino a oggi, ritraenti le Muse e Giove sul carro trionfale, vennero realizzato da Giuseppe Borra mentre il sipario principale e alcuni scenari da Luigi Vacca e Franco Sevesi, entrambe pittori legati alla corte sabauda.
Il Teatro Civico venne quindi inaugurato il 5 luglio 1834, in concomitanza della festa patronale di San Savino, con tre rappresentazioni liriche: Giulietta e Romeo e La gioventù di Enrico IV di Nicola Vaccaj e Il Nuovo Figaro di Luigi Ricci.
Da allora il teatro ha ospitato diverse compagnie di prosa, opera lirica, danza e operetta, accogliendo numerosi grandi personaggi del teatro italiano a cavallo tra Otto e Novecento, tra i quali Gustavo Modena, Eleonora Duse ed Ermete Novelli.
Su proposta di Salvator Gotta, nel 1922 il Teatro Civico venne intitolato a Giuseppe Giacosa con uno spettacolo rappresentato il 30 novembre.
Negli anni 30 il teatro venne sottoposto a diverse ristrutturazioni e venne addirittura chiuso nel periodo 1896-1897, cadendo così in una fase di declino sia dal punto di vista delle condizioni degli ambienti sia dal punto di vista artistico. L'edificio versava in condizioni tanto irrecuperabili da venire dichiarato inagibile nel 1942 ed essere addirittura adibito a magazzino militare, rimanendo quindi chiuso fino al 1958; in quest'anno Adriano Olivetti, proprietario della celebre azienda eporediese e all'epoca anche sindaco di Ivrea, lo riconsegnò alla cittadinanza in seguito ad un rapidissimo intervento di restauro, inaugurandolo nuovamente il 13 dicembre di quell'anno con un concerto dell’Orchestra Sinfonica di Torino della RAI.
Per circa 25 anni il teatro conobbe un’intensa attività artistica vedendo il passaggio di artisti di prim'ordine come Tino Buazzelli, Aroldo Tieri, Valeria Moriconi, Valentina Cortese, Dario Fo, Raf Vallone, Adriana Asti, Salvo Randone, Franco Parenti, Corrado Pani, Giorgio Albertazzi, Anna Proclemer e Franco Branciaroli. Nel 1967 ospitò invece il convegno della neoavanguardia teatrale italiana.
L'introduzione di nuove norme in materia di sicurezza degli ambienti pubblici portarono nuovamente alla chiusura del teatro, stato che si protrasse sino al 1998 per motivi legati all'aumento dei costi dei lavori e a difficoltà di ordine politico e amministrativo.
Il teatro riaprì quindi i battenti nella stagione 1999-2000, imponendosi nuovamente come uno dei teatri civici più attivi e innovativi di tutto il Piemonte.